# Инфракрасное отопление

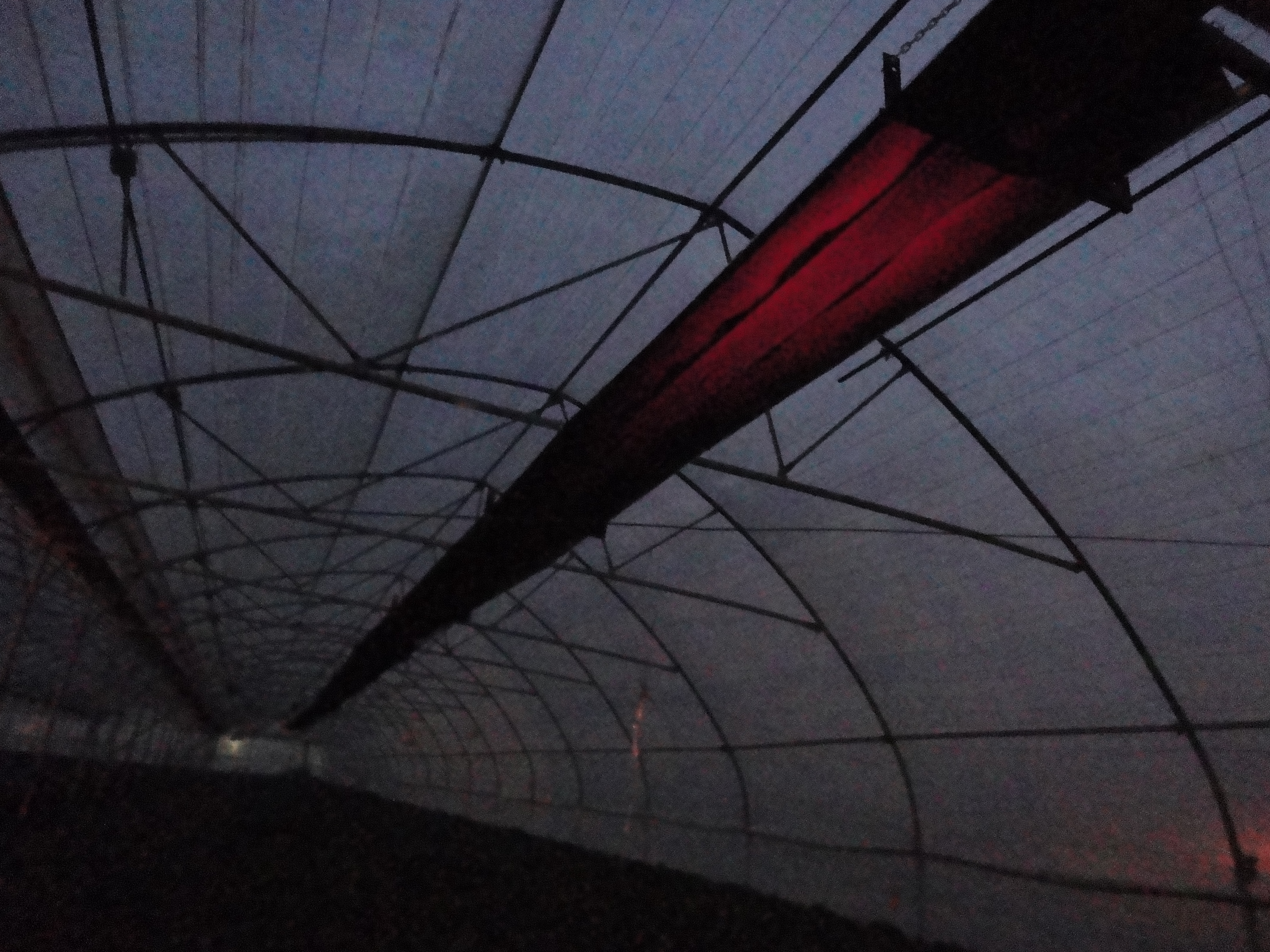
Инфракрасный обогреватель в теплице

Инфракрасное отопление — одна из разновидностей систем отопления, где в качестве источников тепла используются инфракрасные излучатели. Инфракрасное отопление может использоваться как в качестве вспомогательного, так и самостоятельного основного типа отопления. Благодаря особенностям ИК-излучения возможна организация локального отопления, при котором тепло подается лишь в те зоны, где это необходимо, что особенно актуально в крупных помещениях с высокими потолками. Кроме того, это единственный вид отопления, позволяющий организовать эффективный обогрев открытых (в том числе уличных) пространств.
Поскольку тепловое излучение от ИК-обогревателя практически не поглощается и не рассеивается воздухом, вся излучаемая энергия достигает непосредственно людей и предметов. Объекты, в свою очередь, нагреваются и передают тепло окружающему воздуху. Поэтому инфракрасное отопление называют отоплением прямого нагрева, а конвекционное — косвенного нагрева. Это и является основным отличием инфракрасных обогревателей от других видов отопления.